# Міньківка
Мінькі́вка — село Соледарської міської громади Бахмутського району Донецької області в Україні. Населення становить 800 осіб.

## Історія
5 січня 2015 року приблизно о 19.00 при здійсненні ротації військовослужбовці добровольчих підрозділів та Національної Гвардії України потрапили в ДТП біля Міньківки. Автобус з бійцями зіштовхнувся із військовим вантажним автомобілем. Ожеледь та обмежена видимість стали причинами аварії; загинули 12 бійців і 22 травмовані — переважно з батальйону імені Кульчицького.
14 березня 2023 року, під час битви за Бахмут під час російського вторгнення в Україну, Міньківка була останнім населеним пунктом під українським контролем на трасі М03. 
26 серпня 2023 року Міністерство оборони Росії заявило, що українські військові вели безуспішні бойові дії поблизу села.
30 серпня 2024, під російським вогнем перебували вісім населених пунктів Донецької області, в тому числі село Міньківка.

## Населення

### Мова
Розподіл населення за рідною мовою за даними перепису 2001 року:
| Мова            | Кількість | Відсоток |
| --------------- | --------- | -------- |
| українська      | 535       | 66.88%   |
| російська       | 255       | 31.88%   |
| білоруська      | 5         | 0.62%    |
| інші/не вказали | 5         | 0.62%    |
| Усього          | 800       | 100%     |

## Символіка

### Герб
Герб громади є традиційним щитом із закругленими кутами. Фон щита - рівнозначні вертикальні смуги синього і жовтого кольорів, які співвідносяться з державною символікою.
Соняшник, розташований в центральній частині герба - символізує не тільки зернову культуру, яка вирощується в господарствах, а й символ сонця і людського співтовариства.
Бджоли символізують працьовитість і розвиненість у районі бджільництва (кількість бджіл співвідноситься з числом сіл, що входять до складу Міньківської сільської ради - "5").
Напис "Міньковська громада" вказує на приналежність герба.
Герб обрамлений пшеничними колосками, дубовим листям і білою стрічкою, внизу напис "Міньковська громада". Колосся - символ праці і родючості, а дубове листя - символ дубового лісу, розташованого навколо сіл Міньківка, Василівка, символ терпіння, витримки, мужності.

### Прапор
Прапор є прямокутнтм полотнищем (співвідношення ширини до довжини 2:3). Прапор складається з двох рівних горизонтальних смуг: верхня - жовта (золота). Золотий колір символізує торжество, достаток, істину міньківчан, зелений - нескінченність і родючість полів. З обох сторін полотнища зображені колосся пшениці, по народним тлумаченням є символом добробуту. З лівого боку в колосся пшениці вплетена гілку дуба - одвічний символ чоловічої сили, стійкості і мужності; з правого - гілка калини - символ жіночої краси, лагідності, ніжності.

## Люди
26 грудня 2023 у бою в результаті мінометного обстрілу під час виконання бойового завдання в районі Міньківки загинув мешканець Носівки, що на Чернігівщині, молодший лейтенант Назарчук Віктор Миколайович (1989—2023). В нього залишилася дружина і двоє дітей дошкільного віку.

## Світлини

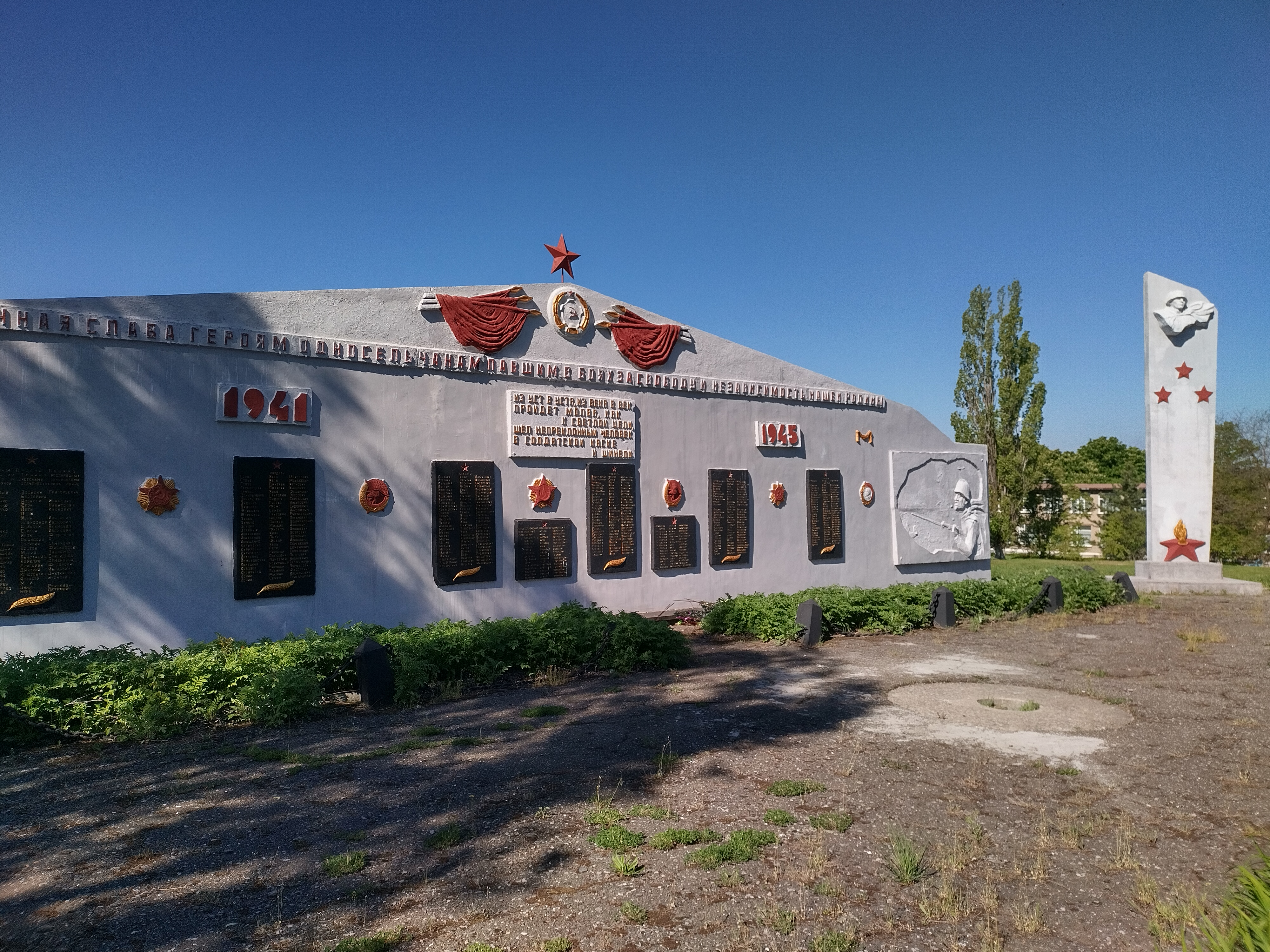
Військовий меморіал загиблим односельчанам в роки Другої світової війни
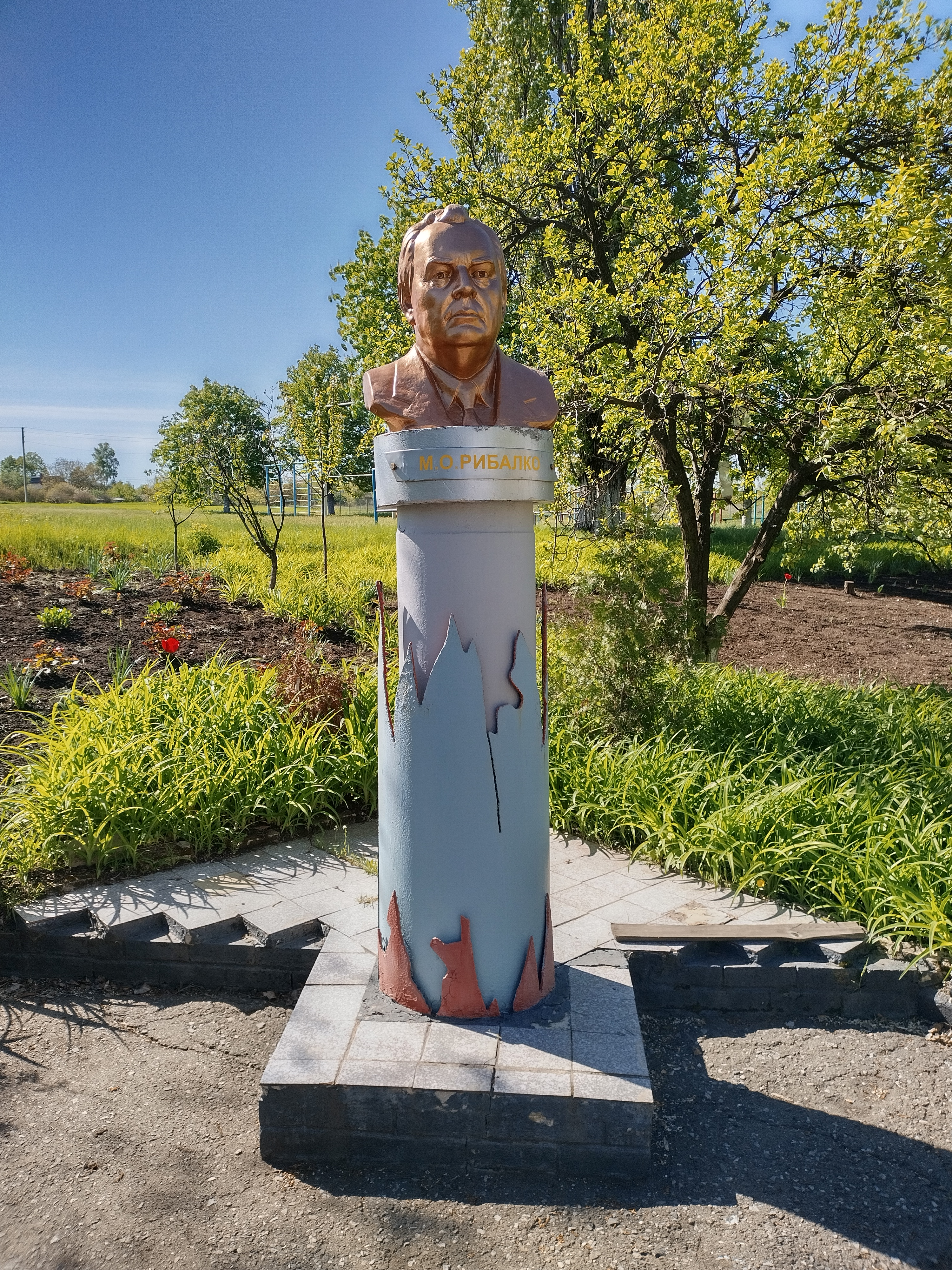
Погруддя М. О. Рибалко
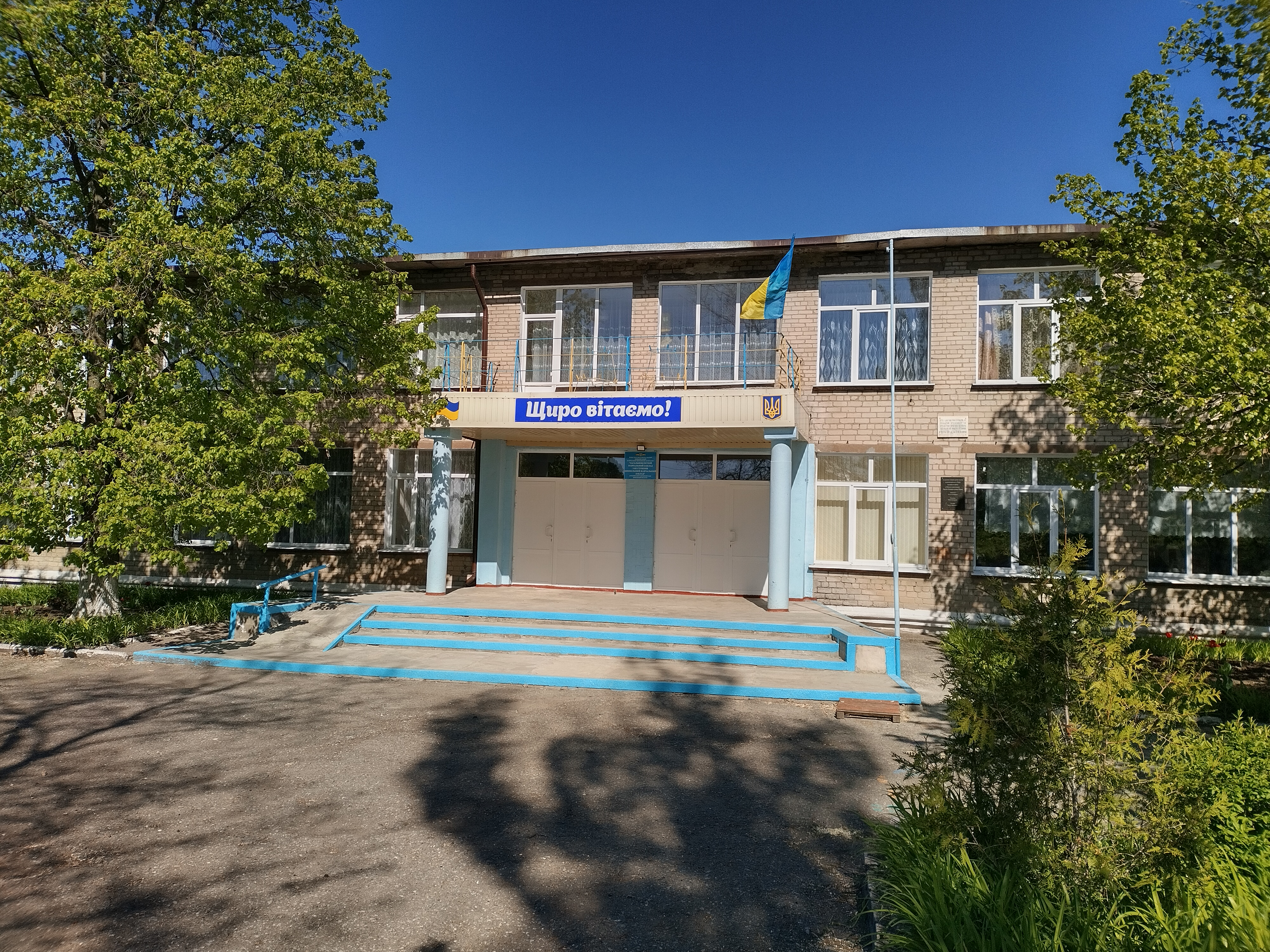
Міньківській навчально-виховний комплекс
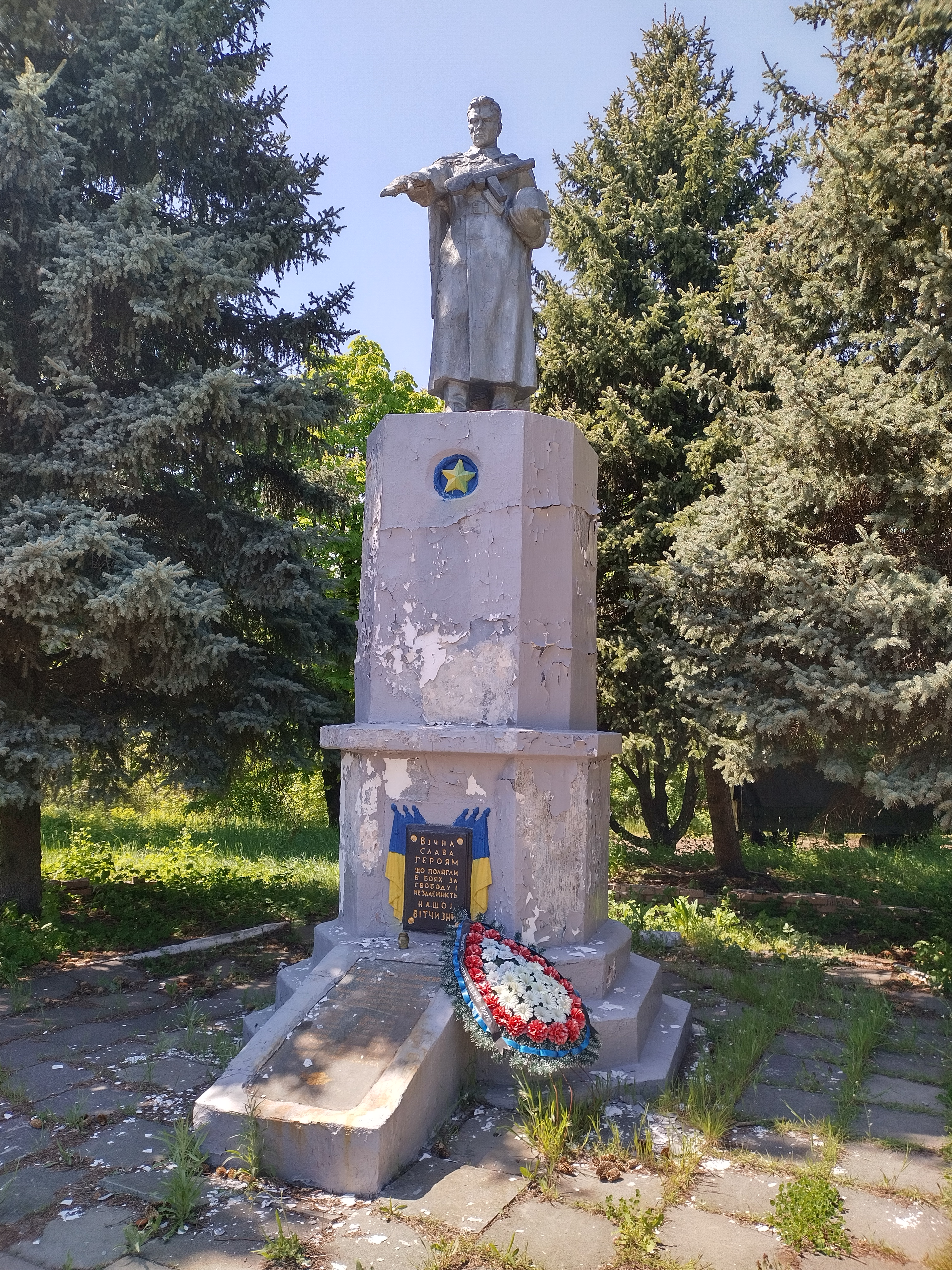
Пам'ятник військовим